# Joan Ruth Winch
Joan Ruth Winch (25 août 1870 à Ryde - 9 janvier 1952 sur l'île d'Anglesey) est une joueuse de tennis britannique du début du XXe siècle.
Elle a notamment décroché une médaille de bronze aux Jeux olympiques de Londres en 1908 en simple dames (épreuve en extérieur).

## Parcours aux Jeux olympiques

### En simple dames
| # | Date       | Nom de l'olympiade             | Surface        | Résultat       | Ultime adversaire | Score   |          |
| - | ---------- | ------------------------------ | -------------- | -------------- | ----------------- | ------- | -------- |
| 1 | 06/05/1908 | Jeux olympiques d'été, Londres | Parquet (int.) | 1er tour (1/8) | Alice Greene      | Forfait | Parcours |
| 2 | 06/07/1908 | Jeux olympiques d'été, Londres | Gazon (ext.)   | Bronze         | Kate Gillou       | Forfait | Parcours |